# Komin, Ploče
Komin je naselje na Hrvaškem, ki upravno spada pod mesto Ploče; le-ta pa spada pod Dubrovniško-neretvansko županijo.
Komin je naselje in pristanišče v Južni Dalmaciji na desnem bregu reke Neretve nekaj kilometrov pred njenim izlivom v Jadransko morje. Leži ob vznožju 303 m visoke Donje Gore nasproti državne ceste D8 Split-Dubrovnik in elektrificirani železniški progi Ploče-Sarajevo okoli 9 km vzhodno od Ploč in okoli 13 km jugozahodno od Metkovićev. Ustanovljeno je bilo v začetku 18. stoletja. V naselju stoji iz belega kamna zgrajena župnijska cerkev sv. Ante Padovanski postavljena v začetku 20. stoletja.

## Demografija
| Pregled števila prebivalcev po letih | Pregled števila prebivalcev po letih | Pregled števila prebivalcev po letih | Pregled števila prebivalcev po letih | Pregled števila prebivalcev po letih | Pregled števila prebivalcev po letih | Pregled števila prebivalcev po letih | Pregled števila prebivalcev po letih | Pregled števila prebivalcev po letih | Pregled števila prebivalcev po letih | Pregled števila prebivalcev po letih | Pregled števila prebivalcev po letih | Pregled števila prebivalcev po letih | Pregled števila prebivalcev po letih | Pregled števila prebivalcev po letih |
| ------------------------------------ | ------------------------------------ | ------------------------------------ | ------------------------------------ | ------------------------------------ | ------------------------------------ | ------------------------------------ | ------------------------------------ | ------------------------------------ | ------------------------------------ | ------------------------------------ | ------------------------------------ | ------------------------------------ | ------------------------------------ | ------------------------------------ |
| 1857                                 | 1869                                 | 1880                                 | 1890                                 | 1900                                 | 1910                                 | 1921                                 | 1931                                 | 1948                                 | 1953                                 | 1961                                 | 1971                                 | 1981                                 | 1991                                 | 2001                                 |
| 405                                  | 751                                  | 635                                  | 762                                  | 921                                  | 994                                  | 985                                  | 1086                                 | 1292                                 | 1426                                 | 1577                                 | 1595                                 | 1432                                 | 1546                                 | 1303                                 |